# Cliffortia repens
Cliffortia repens là loài thực vật có hoa trong họ Hoa hồng. Loài này được Schltr. mô tả khoa học đầu tiên.